# Kenneth Grahame
Kenneth Grahame (8. března 1859 Edinburgh, Skotsko – 6. července 1932 Pangbourne, Anglie) byl skotský spisovatel nejslavnější pro knihu Vítr ve vrbách aneb Žabákova dobrodružství (někdy jen Žabákova dobrodružství), která se stala klasikou dětské literatury.

## Život
Narodil se v Edinburghu a když mu bylo pět let, zemřela mu matka. Jeho otec jej spolu se sourozenci nakonec poslal žít k babičce.
Chtěl studovat na Oxfordské univerzitě, avšak kvůli financím mu to nebylo umožněno. 
V roce 1879 začal pracovat pro Bank of England.
Svou nejznámější knihu s názvem The Wind in the Willows (v češtině Vítr ve vrbách aneb Žabákova dobrodružství), zobrazující krásu idylického anglického venkova, publikoval roku 1908.
Zemřel v anglickém Pangbourne ve věku 73 let.